# Grenada i olympiska sommarspelen 2000
Grenada deltog i de olympiska sommarspelen 2000 med en trupp bestående av tre deltagare, två män och en kvinna, men ingen av landets deltagare erövrade någon medalj.

## Friidrott
Herrarnas 400 meter
- Rudieon Sylvan
  1. Omgång 1 - 48.17 (gick inte vidare)

Damernas 400 meter
- Hazel-Ann Regis
  1. Omgång 1 - 55.11 (gick inte vidare)